# Scrophulariae

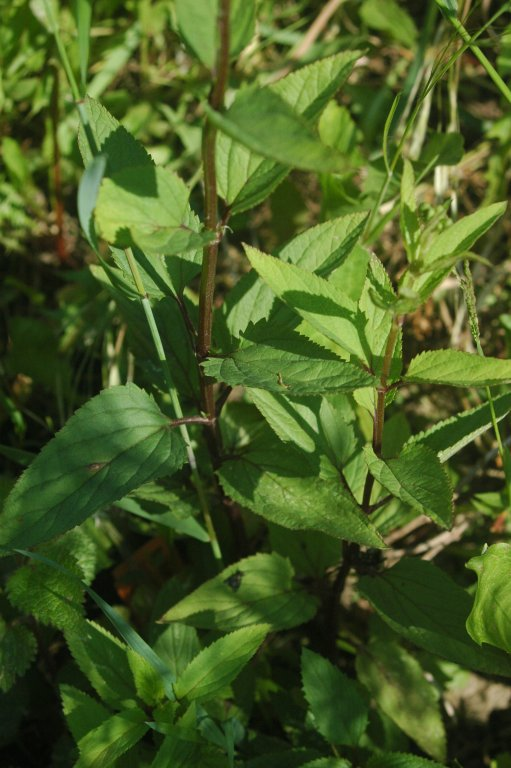
Scrophularia

Scrophulariae, na classificação taxonômica de Jussieu (1789), é uma ordem botânica da classe Dicotyledones, Monoclinae (flores hermafroditas ), Monopetalae ( uma pétala), com  corola hipogínica (quando a corola se insere abaixo do nível do ovário).
Apresenta os seguintes gêneros:
- Buddleia, Scoparia, Russelia, Capraria, Stemodia, Halleria, Galvezia, Achimenes, Scrophularia, Matourea, Dodartia, Gerardia, Cymbaria, Linaria, Antirrhinum, Hemimeris, Digitalis, Paederota, Calceolaria, Baea, Columnea, Besleria, Cyrtandra, Gratiola, Torenia, Vandellia, Lindernia, Mimulus, Polypremum, Montira, Chwalbea, Schwenkia, Browallia.